# ATP-toernooi van Washington
Het ATP-toernooi van Washington is een jaarlijks terugkerend tennistoernooi voor mannen dat wordt georganiseerd in het Amerikaanse Washington D.C. De officiële naam van het toernooi is sinds 2012 Citi Open. Het toernooi valt in de categorie "ATP Tour 500".
De eerste editie van het toernooi had plaats in 1969. De ondergrond is hardcourt. Tot en met 1986 werd op gravel gespeeld.
Sinds 2012 wordt het toernooi samen met het WTA-toernooi van Washington gehouden.

## Finales

### Enkelspel
| Datum      | Naam                          | Categorie           | ($)         | Ondergrond        | Winnaar                                | Verliezend finalist                    | Uitslag                                |                                        |
| ---------- | ----------------------------- | ------------------- | ----------- | ----------------- | -------------------------------------- | -------------------------------------- | -------------------------------------- | -------------------------------------- |
| 1969       | Washington Star International |                     |             | Gravel, buiten    | Thomaz Koch                            | Arthur Ashe                            | 7-5, 9-7, 4-6, 2-6, 6-4                |                                        |
| 20-07-1970 | Washington Star International |                     | $ 35.000    | Gravel, buiten    | Cliff Richey                           | Arthur Ashe                            | 7-5, 6-1, 6-2                          |                                        |
| 19-07-1971 | Washington Star International |                     |             | Gravel, buiten    | Ken Rosewall                           | Marty Riessen                          | 6-2, 7-5, 6-1                          |                                        |
| 24-07-1972 | Washington Star International |                     |             | Gravel, buiten    | Tony Roche                             | Marty Riessen                          | 3-6, 7-6, 6-4                          |                                        |
| 23-07-1973 | Washington Star International |                     | $ 75.000    | Gravel, buiten    | Arthur Ashe                            | Tom Okker                              | 6-4, 6-2                               |                                        |
| 22-07-1974 | Washington Star International |                     | $ 100.000   | Gravel, buiten    | Harold Solomon                         | Guillermo Vilas                        | 1-6, 6-3, 6-4                          |                                        |
| 21-07-1975 | Washington Star International |                     |             | Gravel, buiten    | Guillermo Vilas (1)                    | Harold Solomon                         | 6-1, 6-3                               |                                        |
| 26-07-1976 | Washington Star International |                     | $ 125.000   | Gravel, buiten    | Jimmy Connors (1)                      | Raúl Ramírez                           | 6-2, 6-4                               |                                        |
| 18-07-1977 | Washington Star International |                     | $ 125.000   | Gravel, buiten    | Guillermo Vilas (2)                    | Brian Gottfried                        | 6-4, 7-5                               |                                        |
| 24-07-1978 | Washington Star International |                     | $ 175.000   | Gravel, buiten    | Jimmy Connors (2)                      | Eddie Dibbs                            | 7-5, 7-5                               |                                        |
| 16-07-1979 | Washington Star International |                     | $ 175.000   | Gravel, buiten    | Guillermo Vilas (3)                    | Víctor Pecci                           | 7-6, 7-6                               |                                        |
| 21-07-1980 | Washington Star International |                     | $ 175.000   | Gravel, buiten    | Brian Gottfried                        | José-Luis Clerc                        | 7-5, 4-6, 6-4                          |                                        |
| 20-07-1981 | Washington Star International |                     | $ 175.000   | Gravel, buiten    | José-Luis Clerc (1)                    | Guillermo Vilas                        | 7-5, 6-2                               |                                        |
| 19-07-1982 | Sovran Bank Classic           |                     | $ 200.000   | Gravel, buiten    | Ivan Lendl (1)                         | Jimmy Arias                            | 6-3, 6-3                               |                                        |
| 18-07-1983 | Sovran Bank Classic           |                     | $ 200.000   | Gravel, buiten    | José-Luis Clerc (2)                    | Jimmy Arias                            | 6-3, 3-6, 6-0                          |                                        |
| 23-07-1984 | Sovran Bank Classic           |                     | $ 200.000   | Gravel, buiten    | Andrés Gómez                           | Aaron Krickstein                       | 6-2, 6-2                               |                                        |
| 15-07-1985 | Sovran Bank Classic           |                     | $ 210.000   | Gravel, buiten    | Yannick Noah                           | Martín Jaite                           | 6-4, 6-3                               |                                        |
| 28-07-1986 | Sovran Bank Classic           |                     | $ 220.000   | Gravel, buiten    | Karel Nováček                          | Thierry Tulasne                        | 6-1, 7-6                               |                                        |
| 27-07-1987 | Sovran Bank Classic           |                     | $ 232.000   | Hardcourt, buiten | Ivan Lendl (2)                         | Brad Gilbert                           | 6-1, 6-0                               |                                        |
| 18-07-1988 | Sovran Bank Classic           |                     | $ 297.500   | Hardcourt, buiten | Jimmy Connors (3)                      | Andrés Gómez                           | 6-1, 6-4                               |                                        |
| 24-07-1989 | Sovran Bank Classic           |                     | $ 297.500   | Hardcourt, buiten | Tim Mayotte                            | Brad Gilbert                           | 3-6, 6-4, 7-5                          |                                        |
| 09-07-1990 | Sovran Bank Classic           | Championship Series | $ 420.000   | Hardcourt, buiten | Andre Agassi (1)                       | Jim Grabb                              | 6-1, 6-4                               | Details                                |
| 15-07-1991 | Sovran Bank Classic           | Championship Series | $ 465.000   | Hardcourt, buiten | Andre Agassi (2)                       | Petr Korda                             | 6-3, 6-4                               | Details                                |
| 13-07-1992 | Legg Mason Tennis Classic     | Championship Series | $ 490.000   | Hardcourt, buiten | Petr Korda                             | Henrik Holm                            | 6-4, 6-4                               | Details                                |
| 19-07-1993 | Legg Mason Tennis Classic     | Championship Series | $ 500.000   | Hardcourt, buiten | Amos Mansdorf                          | Todd Martin                            | 7-6, 7-5                               | Details                                |
| 18-07-1994 | Legg Mason Tennis Classic     | Championship Series | $ 525.000   | Hardcourt, buiten | Stefan Edberg                          | Jason Stoltenberg                      | 6-4, 6-2                               | Details                                |
| 17-07-1995 | Legg Mason Tennis Classic     | Championship Series | $ 550.000   | Hardcourt, buiten | Andre Agassi (3)                       | Stefan Edberg                          | 6-4, 2-6, 7-5                          | Details                                |
| 15-07-1996 | Legg Mason Tennis Classic     | Championship Series | $ 550.000   | Hardcourt, buiten | Michael Chang (1)                      | Wayne Ferreira                         | 6-2, 6-4                               | Details                                |
| 14-07-1997 | Legg Mason Tennis Classic     | Championship Series | $ 550.000   | Hardcourt, buiten | Michael Chang (2)                      | Petr Korda                             | 5-7, 6-2, 6-1                          | Details                                |
| 20-07-1998 | Legg Mason Tennis Classic     | Series Gold         | $ 575.000   | Hardcourt, buiten | Andre Agassi (4)                       | Scott Draper                           | 6-2, 6-0                               | Details                                |
| 16-08-1999 | Legg Mason Tennis Classic     | Series Gold         | $ 600.000   | Hardcourt, buiten | Andre Agassi (5)                       | Jevgeni Kafelnikov                     | 7-6, 6-1                               | Details                                |
| 14-08-2000 | Legg Mason Tennis Classic     | Series Gold         | $ 700.000   | Hardcourt, buiten | Àlex Corretja                          | Andre Agassi                           | 6-2, 6-3                               | Details                                |
| 13-08-2001 | Legg Mason Tennis Classic     | Series Gold         | $ 700.000   | Hardcourt, buiten | Andy Roddick (1)                       | Sjeng Schalken                         | 6-3, 6-3                               | Details                                |
| 12-08-2002 | Legg Mason Tennis Classic     | Series Gold         | $ 700.000   | Hardcourt, buiten | James Blake                            | Paradorn Srichaphan                    | 1-6, 7-6, 6-4                          | Details                                |
| 28-07-2003 | Legg Mason Tennis Classic     | Int. Series         | $ 575.000   | Hardcourt, buiten | Tim Henman                             | Fernando González                      | 6-3, 6-4                               | Details                                |
| 16-08-2004 | Legg Mason Tennis Classic     | Int. Series         | $ 475.000   | Hardcourt, buiten | Lleyton Hewitt                         | Gilles Müller                          | 6-3, 6-4                               | Details                                |
| 01-08-2005 | Legg Mason Tennis Classic     | Int. Series         | $ 575.000   | Hardcourt, buiten | Andy Roddick (2)                       | James Blake                            | 7-5, 6-3                               | Details                                |
| 31-07-2006 | Legg Mason Tennis Classic     | Int. Series         | $ 575.000   | Hardcourt, buiten | Arnaud Clément                         | Andy Murray                            | 7-6, 6-2                               | Details                                |
| 30-07-2007 | Legg Mason Tennis Classic     | Int. Series         | $ 575.000   | Hardcourt, buiten | Andy Roddick (3)                       | John Isner                             | 6-4, 7-6                               | Details                                |
| 11-08-2008 | Legg Mason Tennis Classic     | Int. Series         | $ 483.000   | Hardcourt, buiten | Juan Martín del Potro (1)              | Viktor Troicki                         | 6-3, 6-3                               | Details                                |
| 03-08-2009 | Legg Mason Tennis Classic     | ATP 500             | $ 1.165.500 | Hardcourt, buiten | Juan Martín del Potro (2)              | Andy Roddick                           | 3-6, 7-5, 7-6(6)                       | Details                                |
| 08-08-2010 | Legg Mason Tennis Classic     | ATP 500             | $ 1.165.500 | Hardcourt, buiten | David Nalbandian                       | Marcos Baghdatis                       | 6-2, 7-6(4)                            | Details                                |
| 07-08-2011 | Legg Mason Tennis Classic     | ATP 500             | $ 1.165.500 | Hardcourt, buiten | Radek Štěpánek                         | Gaël Monfils                           | 6-4, 6-4                               | Details                                |
| 05-08-2012 | Citi Open                     | ATP 500             | $ 1.165.500 | Hardcourt, buiten | Oleksandr Dolgopolov                   | Tommy Haas                             | 6-7(7), 6-4, 6-1                       | Details                                |
| 04-08-2013 | Citi Open                     | ATP 500             | $ 1.295.790 | Hardcourt, buiten | Juan Martín del Potro (3)              | John Isner                             | 3-6, 6-1, 6-2                          | Details                                |
| 03-08-2014 | Citi Open                     | ATP 500             | $ 1.399.700 | Hardcourt, buiten | Milos Raonic                           | Vasek Pospisil                         | 6-1, 6-4                               | Details                                |
| 09-08-2015 | Citi Open                     | ATP 500             | $ 1.508.815 | Hardcourt, buiten | Kei Nishikori                          | John Isner                             | 4-6, 6-4, 6-4                          | Details                                |
| 24-07-2016 | Citi Open                     | ATP 500             | $ 1.629.475 | Hardcourt, buiten | Gaël Monfils                           | Ivo Karlović                           | 5-7, 7-6(6), 6-4                       | Details                                |
| 06-08-2017 | Citi Open                     | ATP 500             | $ 2.002.460 | Hardcourt, buiten | Alexander Zverev (1)                   | Kevin Anderson                         | 6-4, 6-4                               | Details                                |
| 05-08-2018 | Citi Open                     | ATP 500             | $ 1.890.165 | Hardcourt, buiten | Alexander Zverev (2)                   | Alex de Minaur                         | 6-2, 6-4                               | Details                                |
| 04-08-2019 | Citi Open                     | ATP 500             | $ 1.895.290 | Hardcourt, buiten | Nick Kyrgios (1)                       | Daniil Medvedev                        | 7-6(6), 7-6(4)                         | Details                                |
| 29-08-2020 | Citi Open                     | ATP 500             | $ 1.953.285 | Hardcourt, buiten | Geen toernooi wegens de coronapandemie | Geen toernooi wegens de coronapandemie | Geen toernooi wegens de coronapandemie | Geen toernooi wegens de coronapandemie |
| 08-08-2021 | Citi Open                     | ATP 500             | $ 2.046.340 | Hardcourt, buiten | Jannik Sinner                          | Mackenzie McDonald                     | 7-5, 4-6, 7-5                          | Details                                |
| 07-08-2022 | Citi Open                     | ATP 500             | $ 1.953.285 | Hardcourt, buiten | Nick Kyrgios (2)                       | Yoshihito Nishioka                     | 6–4, 6–3                               | Details                                |
| 06-08-2023 | Citi Open                     | ATP 500             | $ 2.013.940 | Hardcourt, buiten | Daniel Evans                           | Tallon Griekspoor                      | 7–5, 6–3                               | Details                                |
| 04-08-2024 | Citi Open                     | ATP 500             | $ 2.100.230 | Hardcourt, buiten | Sebastian Korda                        | Flavio Cobolli                         | 4–6, 6–2, 6–0                          | Details                                |

### Dubbelspel
| Datum      | Naam                          | Categorie           | ($)         | Ondergrond        | Winnaars                               | Runners-up                             | Uitslag                                |                                        |
| ---------- | ----------------------------- | ------------------- | ----------- | ----------------- | -------------------------------------- | -------------------------------------- | -------------------------------------- | -------------------------------------- |
| 1969       | Washington Star International |                     |             | Gravel, buiten    | Patricio Cornejo Jaime Fillol          | Robert Lutz Stan Smith                 | 4-6, 6-1, 6-4                          |                                        |
| 20-07-1970 | Washington Star International |                     | $ 35.000    | Gravel, buiten    | Bob Hewitt (1) Frew McMillan           | Ilie Năstase Ion Țiriac                | 7-5, 6-0                               |                                        |
| 19-07-1971 | Washington Star International |                     |             | Gravel, buiten    | Tom Okker (1) Marty Riessen (1)        | Bob Carmichael Ray Ruffels             | 7-6, 6-2                               |                                        |
| 24-07-1972 | Washington Star International |                     |             | Gravel, buiten    | Tom Okker (2) Marty Riessen (2)        | John Newcombe Tony Roche               | 3-6, 6-3, 6-2                          |                                        |
| 23-07-1973 | Washington Star International |                     | $ 75.000    | Gravel, buiten    | Ross Case Geoff Masters                | Dick Crealy Andrew Pattison            | 2-6, 6-1, 6-4                          |                                        |
| 22-07-1974 | Washington Star International |                     | $ 100.000   | Gravel, buiten    | Tom Gorman Marty Riessen (3)           | Patricio Cornejo Jaime Fillol          | 7-5, 6-1                               |                                        |
| 21-07-1975 | Washington Star International |                     |             | Gravel, buiten    | Robert Lutz Stan Smith                 | Brian Gottfried Raúl Ramírez           | 7-5, 2-6, 6-1                          |                                        |
| 26-07-1976 | Washington Star International |                     | $ 125.000   | Gravel, buiten    | Brian Gottfried Raúl Ramírez (1)       | Arthur Ashe Jimmy Connors              | 6-3, 6-3                               |                                        |
| 18-07-1977 | Washington Star International |                     | $ 125.000   | Gravel, buiten    | John Alexander Phil Dent               | Fred McNair Sherwood Stewart           | 7-5, 7-5                               |                                        |
| 24-07-1978 | Washington Star International |                     | $ 175.000   | Gravel, buiten    | Arthur Ashe Bob Hewitt (2)             | Fred McNair Raúl Ramírez               | 6-3, 6-4                               |                                        |
| 16-07-1979 | Washington Star International |                     | $ 175.000   | Gravel, buiten    | Marty Riessen (4) Sherwood Stewart     | Brian Gottfried Raúl Ramírez           | 2-6, 6-3, 6-4                          |                                        |
| 21-07-1980 | Washington Star International |                     | $ 175.000   | Gravel, buiten    | Hans Gildemeister (1) Andrés Gómez (1) | Gene Mayer Sandy Mayer                 | 6-4, 7-5                               |                                        |
| 20-07-1981 | Washington Star International |                     | $ 175.000   | Gravel, buiten    | Raúl Ramírez (2) Van Winitsky (1)      | Pavel Složil Ferdi Taygan              | 5-7, 7-6, 7-6                          |                                        |
| 19-07-1982 | Sovran Bank Classic           |                     | $ 200.000   | Gravel, buiten    | Raúl Ramírez (3) Van Winitsky (2)      | Hans Gildemeister Andrés Gómez         | 7-5, 7-6                               |                                        |
| 18-07-1983 | Sovran Bank Classic           |                     | $ 200.000   | Gravel, buiten    | Mark Dickson Cassio Motta              | Paul McNamee Ferdi Taygan              | 6-2, 1-6, 6-4                          |                                        |
| 23-07-1984 | Sovran Bank Classic           |                     | $ 200.000   | Gravel, buiten    | Pavel Složil Ferdi Taygan              | Drew Gitlin Blaine Willenborg          | 7-6, 6-1                               |                                        |
| 15-07-1985 | Sovran Bank Classic           |                     | $ 210.000   | Gravel, buiten    | Hans Gildemeister (2) Víctor Pecci     | David Graham Balázs Taróczy            | 6-3, 1-6, 6-4                          |                                        |
| 28-07-1986 | Sovran Bank Classic           |                     | $ 220.000   | Gravel, buiten    | Hans Gildemeister (3) Andrés Gómez (2) | Ricardo Acioly Cesar Kist              | 6-3, 7-5                               |                                        |
| 27-07-1987 | Sovran Bank Classic           |                     | $ 232.000   | Hardcourt, buiten | Gary Donnelly Peter Fleming            | Laurie Warder Blaine Willenborg        | 6-2, 7-6                               |                                        |
| 18-07-1988 | Sovran Bank Classic           |                     | $ 297.500   | Hardcourt, buiten | Rick Leach (1) Jim Pugh                | Jorge Lozano Todd Witsken              | 6-3, 6-7, 6-2                          |                                        |
| 24-07-1989 | Sovran Bank Classic           |                     | $ 297.500   | Hardcourt, buiten | Neil Broad Gary Muller                 | Jim Grabb Patrick McEnroe              | 6-7, 7-6, 6-4                          |                                        |
| 09-07-1990 | Sovran Bank Classic           | Championship Series | $ 420.000   | Hardcourt, buiten | Grant Connell (1) Glenn Michibata      | Jorge Lozano Todd Witsken              | 6-3, 6-7, 6-2                          | Details                                |
| 15-07-1991 | Sovran Bank Classic           | Championship Series | $ 465.000   | Hardcourt, buiten | Scott Davis (1) David Pate             | Ken Flach Robert Seguso                | 6-4, 6-2                               | Details                                |
| 13-07-1992 | Legg Mason Tennis Classic     | Championship Series | $ 490.000   | Hardcourt, buiten | Bret Garnett Jared Palmer (1)          | Ken Flach Todd Witsken                 | 6-2, 6-3                               | Details                                |
| 19-07-1993 | Legg Mason Tennis Classic     | Championship Series | $ 500.000   | Hardcourt, buiten | Byron Black Rick Leach (2)             | Grant Connell Patrick Galbraith        | 6-4, 7-5                               | Details                                |
| 18-07-1994 | Legg Mason Tennis Classic     | Championship Series | $ 525.000   | Hardcourt, buiten | Grant Connell (2) Patrick Galbraith    | Jonas Björkman Jakob Hlasek            | 6-4, 4-6, 6-3                          | Details                                |
| 17-07-1995 | Legg Mason Tennis Classic     | Championship Series | $ 550.000   | Hardcourt, buiten | Olivier Delaître Jeff Tarango          | Petr Korda Cyril Suk                   | 1-6, 6-3, 6-2                          | Details                                |
| 15-07-1996 | Legg Mason Tennis Classic     | Championship Series | $ 550.000   | Hardcourt, buiten | Grant Connell (3) Scott Davis (2)      | Doug Flach Chris Woodruff              | 7-6, 3-6, 6-3                          | Details                                |
| 14-07-1997 | Legg Mason Tennis Classic     | Championship Series | $ 550.000   | Hardcourt, buiten | Luke Jensen Murphy Jensen              | Neville Godwin Fernon Wibier           | 6-4, 6-4                               | Details                                |
| 20-07-1998 | Legg Mason Tennis Classic     | Series Gold         | $ 575.000   | Hardcourt, buiten | Grant Stafford Kevin Ullyett (1)       | Wayne Ferreira Patrick Galbraith       | 6-2, 6-4                               | Details                                |
| 16-08-1999 | Legg Mason Tennis Classic     | Series Gold         | $ 600.000   | Hardcourt, buiten | Justin Gimelstob Sébastien Lareau      | David Adams John-Laffnie de Jager      | 7-5, 6-7, 6-3                          | Details                                |
| 14-08-2000 | Legg Mason Tennis Classic     | Series Gold         | $ 700.000   | Hardcourt, buiten | Alex O'Brien Jared Palmer (2)          | Andre Agassi Sargis Sargsian           | 7-5, 6-1                               | Details                                |
| 13-08-2001 | Legg Mason Tennis Classic     | Series Gold         | $ 700.000   | Hardcourt, buiten | Martin Damm David Prinosil             | Bob Bryan Mike Bryan                   | 7-6, 6-3                               | Details                                |
| 12-08-2002 | Legg Mason Tennis Classic     | Series Gold         | $ 700.000   | Hardcourt, buiten | Wayne Black Kevin Ullyett (2)          | Bob Bryan Mike Bryan                   | 3-6, 6-3, 7-5                          | Details                                |
| 28-07-2003 | Legg Mason Tennis Classic     | Int. Series         | $ 575.000   | Hardcourt, buiten | Jevgeni Kafelnikov Sargis Sargsian     | Chris Haggard Paul Hanley              | 7-5, 4-6, 6-2                          | Details                                |
| 16-08-2004 | Legg Mason Tennis Classic     | Int. Series         | $ 475.000   | Hardcourt, buiten | Chris Haggard Robbie Koenig            | Travis Parrott Dmitri Toersoenov       | 7-6, 6-1                               | Details                                |
| 01-08-2005 | Legg Mason Tennis Classic     | Int. Series         | $ 575.000   | Hardcourt, buiten | Bob Bryan (1) Mike Bryan (1)           | Wayne Black Kevin Ullyett              | 6-4, 6-2                               | Details                                |
| 31-07-2006 | Legg Mason Tennis Classic     | Int. Series         | $ 575.000   | Hardcourt, buiten | Bob Bryan (2) Mike Bryan (2)           | Paul Hanley Kevin Ullyett              | 6-3, 5-7, [10-3]                       | Details                                |
| 30-07-2007 | Legg Mason Tennis Classic     | Int. Series         | $ 575.000   | Hardcourt, buiten | Bob Bryan (3) Mike Bryan (3)           | Jonathan Erlich Andy Ram               | 7-6, 3-6, [10-7]                       | Details                                |
| 11-08-2008 | Legg Mason Tennis Classic     | Int. Series         | $ 483.000   | Hardcourt, buiten | Marc Gicquel Robert Lindstedt (1)      | Bruno Soares Kevin Ullyett             | 7-6, 6-3                               | Details                                |
| 03-08-2009 | Legg Mason Tennis Classic     | ATP 500             | $ 1.165.500 | Hardcourt, buiten | Martin Damm Robert Lindstedt (2)       | Mariusz Fyrstenberg Marcin Matkowski   | 7-5, 7-6                               | Details                                |
| 08-08-2010 | Legg Mason Tennis Classic     | ATP 500             | $ 1.165.500 | Hardcourt, buiten | Mardy Fish Mark Knowles                | Tomáš Berdych Radek Štěpánek           | 4-6, 7-6(7), [10-7]                    | Details                                |
| 07-08-2011 | Legg Mason Tennis Classic     | ATP 500             | $ 1.165.500 | Hardcourt, buiten | Michaël Llodra Nenad Zimonjić (1)      | Robert Lindstedt Horia Tecău           | 6-7(3), 7-6(6), [10-7]                 | Details                                |
| 05-08-2012 | Citi Open                     | ATP 500             | $ 1.165.500 | Hardcourt, buiten | Treat Conrad Huey Dominic Inglot       | Kevin Anderson Sam Querrey             | 6-7(7), 7-6(9), [10-5]                 | Details                                |
| 04-08-2013 | Citi Open                     | ATP 500             | $ 1.295.790 | Hardcourt, buiten | Julien Benneteau Nenad Zimonjić (2)    | Mardy Fish Radek Štěpánek              | 7-6(5), 7-5                            | Details                                |
| 03-08-2014 | Citi Open                     | ATP 500             | $ 1.399.700 | Hardcourt, buiten | Jean-Julien Rojer Horia Tecău          | Samuel Groth Leander Paes              | 7-5, 6-4                               | Details                                |
| 03-08-2015 | Citi Open                     | ATP 500             | $ 1.508.815 | Hardcourt, buiten | Bob Bryan (4) Mike Bryan (4)           | Ivan Dodig Marcelo Melo                | 6-4, 6-2                               | Details                                |
| 24-07-2016 | Citi Open                     | ATP 500             | $ 1.629.475 | Hardcourt, buiten | Daniel Nestor Édouard Roger-Vasselin   | Łukasz Kubot Alexander Peya            | 7-6(3), 7-6(4)                         | Details                                |
| 06-08-2017 | Citi Open                     | ATP 500             | $ 2.002.460 | Hardcourt, buiten | Henri Kontinen John Peers              | Łukasz Kubot Marcelo Melo              | 6-4, 6-4                               | Details                                |
| 05-08-2018 | Citi Open                     | ATP 500             | $ 1.890.165 | Hardcourt, buiten | Jamie Murray Bruno Soares              | Mike Bryan Édouard Roger-Vasselin      | 3-6, 6-3, [10-4]                       | Details                                |
| 04-08-2019 | Citi Open                     | ATP 500             | $ 1.895.290 | Hardcourt, buiten | Raven Klaasen (1) Michael Venus        | Jean-Julien Rojer Horia Tecău          | 3-6, 6-3, [10-2]                       | Details                                |
| 29-08-2020 | Citi Open                     | ATP 500             | $ 1.953.285 | Hardcourt, buiten | Geen toernooi wegens de coronapandemie | Geen toernooi wegens de coronapandemie | Geen toernooi wegens de coronapandemie | Geen toernooi wegens de coronapandemie |
| 08-08-2021 | Citi Open                     | ATP 500             | $ 2.046.340 | Hardcourt, buiten | Raven Klaasen (2) Ben McLachlan        | Neal Skupski Michael Venus             | 7-6(4), 6-4                            | Details                                |
| 07-08-2022 | Citi Open                     | ATP 500             | $ 1.953.285 | Hardcourt, buiten | Nick Kyrgios Jack Sock                 | Ivan Dodig Austin Krajicek             | 6–4, 6–3                               | Details                                |
| 06-08-2023 | Citi Open                     | ATP 500             | $ 2.013.940 | Hardcourt, buiten | Máximo González Andrés Molteni         | Mackenzie McDonald Ben Shelton         | 6–7(4), 6–2, [10–6]                    | Details                                |
| 04-08-2024 | Citi Open                     | ATP 500             | $ 2.100.230 | Hardcourt, buiten | Nathaniel Lammons Jackson Withrow      | Rafael Matos Marcelo Melo              | 7–5, 6–3                               | Details                                |

## Statistieken

### Meeste enkelspeltitels
| Aantal titels | Speler                | Jaren                        |
| ------------- | --------------------- | ---------------------------- |
| 3             | Andre Agassi          | 1990, 1991, 1995, 1998, 1999 |
| 3             | Guillermo Vilas       | 1975, 1977, 1979             |
| 3             | Jimmy Connors         | 1976, 1978, 1988             |
| 3             | Andy Roddick          | 2001, 2005, 2007             |
| 3             | Juan Martín del Potro | 2008, 2009, 2013             |
| 2             | José-Luis Clerc       | 1981, 1983                   |
| 2             | Ivan Lendl            | 1982, 1987                   |
| 2             | Michael Chang         | 1986, 1987                   |
| 2             | Alexander Zverev      | 2017, 2018                   |
| 2             | Nick Kyrgios          | 2019, 2022                   |

(Bijgewerkt t/m 2024)

### Meeste enkelspeltitels per land
| Aantal titels | Land                |
| ------------- | ------------------- |
| 20            | Verenigde Staten    |
| 9             | Argentinië          |
| 5             | Australië           |
| 4             | Tsjecho-Slowakije   |
| 3             | Frankrijk           |
| 2             | Verenigd Koninkrijk |
| 2             | Duitsland           |

(Bijgewerkt t/m 2024)

### Enkel- en dubbelspeltitel in hetzelfde jaar
| Tennisser    | Jaar |
| ------------ | ---- |
| Nick Kyrgios | 2022 |